# Gunnar Olsson (Kanute)
Gunnar Alfred Olsson (* 26. April 1960 in Timrå) ist ein ehemaliger schwedischer Kanute.

## Erfolge
Gunnar Olsson nahm 1988 in Seoul im Einer-Kajak erstmals an den Olympischen Spielen in zwei Wettbewerben teil. Über 1000 Meter gewann er zwar seinen Vorlauf und seinen Halbfinallauf, im Finale kam er jedoch nicht über den fünften Platz hinaus.
Bei den Olympischen Spielen 1992 in Barcelona ging Olsson mit Karl Sundqvist im Zweier-Kajak in zwei Wettbewerben an den Start. Über 500 Meter gelang ihnen über den Hoffnungslauf und einen dritten Platz im Halbfinale die Finalqualifikation. Den Endlauf beendeten sie anschließend auf dem fünften Platz, etwa 1,5 Sekunden hinter den drittplatzierten Italienern. Erfolgreicher verlief für die beiden der Wettkampf auf der 1000-Meter-Strecke. Sie gewannen ihren Vor- und ihren Halbfinallauf und mussten sich im Finale lediglich den Deutschen Kay Bluhm und Torsten Gutsche um 1,6 Sekunden geschlagen geben. Mit einer Rennzeit von 3:17,70 Minuten verwiesen sie die Polen Grzegorz Kotowicz und Dariusz Białkowski auf den dritten Platz und sicherten sich so den Gewinn der Silbermedaille.
Weitere Erfolge gelangen Olsson auch bei Weltmeisterschaften. 1990 belegte er in Posen mit dem Vierer-Kajak über 10.000 Meter den dritten Platz. In Kopenhagen wurde er drei Jahre darauf mit Karl Sundqvist im Zweier-Kajak über 1000 Meter Vizeweltmeister und gewann über 10.000 Meter eine weitere Bronzemedaille.
Seine Schwester Anna Olsson war ebenfalls Kanutin und wurde 1984 im Zweier-Kajak Olympiasiegerin.